# Liste der Baudenkmäler in Osterberg
Auf dieser Seite sind die Baudenkmäler in der schwäbischen Gemeinde Osterberg zusammengestellt. Diese Tabelle ist eine Teilliste der Liste der Baudenkmäler in Bayern. Grundlage ist die Bayerische Denkmalliste, die auf Basis des Bayerischen Denkmalschutzgesetzes vom 1. Oktober 1973 erstmals erstellt wurde und seither durch das Bayerische Landesamt für Denkmalpflege geführt wird. Die folgenden Angaben ersetzen nicht die rechtsverbindliche Auskunft der Denkmalschutzbehörde.

## Baudenkmäler nach Ortsteilen

### Osterberg
| Lage                                                | Objekt                                     | Beschreibung | Akten-Nr.     | Bild                   |
| --------------------------------------------------- | ------------------------------------------ | --- | ------------- | ---------------------- |
| Hauptstraße (Standort)                              | Wegkapelle                                 | Rechteckig mit offener Vorhalle, 1899; mit Ausstattung. | D-7-75-142-10 | weitere Bilder         |
| Hauptstraße (Standort)                              | Wegkreuz                                   | Bezeichnet 1857. | D-7-75-142-11 | weitere Bilder         |
| Hauptstraße 24, 26 (Standort)                       | Ehemaliges Judenhaus                       | Zweigeschossiges Doppelhaus mit Mansarddach, um 1800. | D-7-75-142-2  | weitere Bilder         |
| Kirchberg 15 (Standort)                             | Katholische Pfarrkirche St. Peter und Paul | Saalbau mit eingezogenem Polygonalchor und Satteldachturm im nördlichen Winkel, wohl 2. Hälfte 15. Jahrhundert oder um 1536, umgebaut 1. Hälfte 18. Jahrhundert; mit Ausstattung. | D-7-75-142-3  | weitere Bilder         |
| Kolbenweg (Standort)                                | Jüdischer Friedhof                         | Angelegt 1840, mit Grabmälern des 19. und frühen 20. Jahrhunderts. | D-7-75-142-4  | weitere Bilder         |
| Oberrother Straße 8 (Standort)                      | Ehemaliges Gerichtsgebäude                 | Zweigeschossiger Satteldachbau, teilweise mit Fachwerk, im Kern um 1509 (dendrochronologisch datiert), im 18. Jahrhundert und später mehrfach verändert. | D-7-75-142-5  | weitere Bilder         |
| Schloß 1, 2, 3, 4 (Standort)                        | Schloss Osterberg                          | Um einen langgestreckten Hof gruppieren sich der Hauptbau, das sogenannte Hohe Schloss, das Niedere Schloss, westlich Amts- und Gärtnerhaus, südlich Leutehaus mit Remisen; erbaut in der 2. Hälfte des 16. und Anfang des 17. Jahrhunderts unter Einbeziehung älterer Teile, Umbauten um 1720 und 1914/15; mit Ausstattung. | D-7-75-142-1  | weitere Bilder         |
| Schloßweg (Standort)                                | Bildstock                                  | Rechteckiges Gehäuse mit Segmentbogennische, wohl 18. Jahrhundert; mit Ausstattung. | D-7-75-142-9  | weitere Bilder         |
| Schloßweg 7 (Standort)                              | Katholisches Pfarrhaus                     | Zweigeschossiger Walmdachbau mit Zwerchgiebel, 1689 erbaut, 1787 erneuert. | D-7-75-142-6  | weitere Bilder         |
| Schloßweg 14 (Standort)                             | Ehemaliges Gefängnis                       | Teil des sogenannten Langen Hauses, im Kern 17./18. Jahrhundert. | D-7-75-142-7  | weitere Bilder         |
| Kaiserberg (ca. 1 km westlich des Ortes) (Standort) | Sogenannter Muckenturm                     | Freistehender Satteldachturm, 17./18. Jahrhundert. | D-7-75-142-8  | Sogenannter Muckenturm |
| Kreisstraße NU 7 (Standort)                         | Wegkreuz                                   | Schmiedeeisernes Kruzifix auf Steinpostament, bezeichnet 1802. | D-7-75-142-15 | weitere Bilder         |

### Weiler
| Lage                    | Objekt                                                    | Beschreibung                                                 | Akten-Nr.     | Bild           |
| ----------------------- | --------------------------------------------------------- | ------------------------------------------------------------ | ------------- | -------------- |
| Bergstraße 5 (Standort) | Katholische Kapelle St. Johannes Baptista (Loretokapelle) | Rechteckbau mit Dachreiter, 1698 vollendet; mit Ausstattung. | D-7-75-142-12 | weitere Bilder |
| Schulweg 3 (Standort)   | Schulgebäude                                              | Zweigeschossiger Walmdachbau mit Ecklisenen, nach 1823.      | D-7-75-142-13 | Schulgebäude   |
| Kurze Breite (Standort) | Wegkreuz                                                  | Bezeichnet 1863                                              | D-7-75-142-14 | Wegkreuz       |